# SoulJa
SoulJa（ソルジャ、1983年（昭和58年）11月1日 - ）は、日本の男性ヒップホップミュージシャン。
2005年、ミニ・アルバム『First Contact』でインディーズからデビューし、2007年にシングル「DOGG POUND」でメジャーデビューを果たした。彼は、青山テルマとの共作で知られている。2008年に彼女を客演に迎えた3枚目のシングル「ここにいるよ」で、オリコンチャート最高6位を記録。デジタル・ダウンロード数は200万を超え、着うたブームの火付け役となった。2008年に青山によるアンサーソング「そばにいるね feat.SoulJa」は、2008年上半期最高の売上を記録し、「日本で最も売れた着うたフル楽曲」としてギネスブックに認定された。2010年に、彼女とのコラボレーション最終作となるシングル「はなさないでよ」を発表。「ここにいるよ」「そばにいるね」の配信は計1,000万ダウンロードを超えた。

## 生い立ち
1983年（昭和58年）、東京都で生まれる。日本人の父親とベルギー人の母親を持つハーフ。幼い頃に母親の母国ベルギーに移り、その後、日本やアメリカを行き来する。ヴァイオリニストの母親に強制的にヴァイオリンを習わされたのをきっかけに、チェロ、ピアノを習い、幼い頃からクラシックに慣れ親しむ。
アメリカの高校に単身で進学。15歳の時にヒップホップに目覚め、全米各地で行われるイベントでフリースタイル・ラップバトルを繰り広げる。この頃のラップの内容は「経験に基づく自己分析」が多く、自らのアイデンティティを失っていた時期であった為、ラップバトルは感情の捌け口になっていた。その頃に現地のラッパーから一流ラッパーの称号である「SoulJa」（魂(Soul)と神(Jah)を表すスラング）を授かった。2003年から日本に住んでいる。

## 経歴
友人が当時の所属事務所G.P.Rに彼のデモテープを持ち込む。2005年、俳優オダギリジョーが出演する「メンズビューティーン」のCM曲として「FirstContact」が起用され、デビュー。11月1日にミニ・アルバム『First Contact』を発表。
2007年2月28日、シングル「DOGG POUND」でメジャーデビューを果たす。同年6月に2枚目のシングル「rain」を発表。9月に青山テルマを客演に迎えた3枚目のシングル「ここにいるよ」を発表。遠距離恋愛を歌った同作は、オリコンチャートで最高6位、デジタル・ダウンロード数は200万を記録する大ヒットとなった。9月7日にシングル3曲を含む初のアルバム『Spirits』を発表。12月には第40回日本有線大賞新人賞を受賞した。
2008年1月、「ここにいるよ」の青山テルマによるアンサーソング「そばにいるね」に客演。NTTドコモのテレビCM曲として起用された同曲は2008年上半期の最高の売上を記録し、「日本で最も売れた着うたフル楽曲」としてギネスブックに認定された。同年4月8日、女性歌手Yukieを客演に迎え、「そばにいるね」をセルフカバーし、着うた限定で配信。同年6月、1枚目のアルバム『Spirits』の完全ニューマスタリング・デラックス編集版アルバムとして『SPIRITS:X`tended』を発表。9月、ジャマイカのレゲエアーティストスライ&ロビーから「そばにいるね」のカバー依頼により、彼が新たに英語詞を起こしてラッパーとして参加した「ハリー・ホーム（そばにいるね）」が、彼らのアルバム『AMAZING』に収録された。同アルバムは同年のグラミー賞最優秀レゲエアルバム部門にノミネートされた。
2008年10月、松任谷由実を迎え、“SoulJa×Misslim”名義で「記念日・home」を発表。「記念日」は、1989年に発売された松任谷のシングル「ANNIVERSARY〜無限にCALLING YOU」をサンプリングしている。12月、第59回NHK紅白歌合戦に「そばにいるね」で青山テルマと赤組で出場。
2009年1月、4枚目のシングル「ONE TIME feat. 一星 & 沖仁」を発表。3月に2枚目のアルバム『COLORZ』を発表。
2010年1月、シングル「Way to love〜最後の恋〜 feat. 唐沢美帆」を発表。4月、デビュー前の果山サキを迎えたシングル「うまく言葉にできないけれど」を発表。5月、「ここにいるよ」「そばにいるね」と続いた“遠距離恋愛”シリーズの完結篇と位置づけたシングル「はなさないでよ feat. 青山テルマ」を発表。2人はこのシングルをもって、コンビを解消した。6月に3枚目のアルバム『Letters』を発表。9月に、DA PUMPのISSAとのコラボレーションシングル「Breathe」を発表。
2013年7月、エイベックスへの移籍第一弾としてシングル「雨のち晴れ / What's your name? 」を発表。
2019年12月、西田あい2ndカバーアルバム『アイランド・ソングス～私の好きな愛の唄～』を音楽プロデューサの佐藤剛と共にプロデュース。アルバム楽曲の中の時代の名曲『L-O-V-E』、『黄昏のビギン』、『ルージュの伝言』、『神様の宝石でできた島』、『買い物ブギ』の5曲を斬新なアレンジで提供し、歌手西田あいの持つ可能性と才能を導き出した。
2022年9月、青山テルマのシングル「いつまでも」で約12年ぶりにコラボレーションすることが発表された。

## 人物
日本語、英語、フラマン語、フランス語を話す。

## ディスコグラフィー

### アルバム
| 1st | Spirits - 発売日: 2007年11月7日 - レーベル: Def Jam Recordings - 規格: CD、デジタル・ダウンロード | 9   | － |  |
| 2nd | COLORZ - 発売日: 2009年2月25日 - レーベル: Def Jam Recordings - 規格: CD、デジタル・ダウンロード  | 106 | － |  |
| 3rd | Letters - 発売日: 2010年6月16日 - レーベル: Def Jam Recordings - 規格: CD、デジタル・ダウンロード | 36  | 42 |  |
| "—"はチャート圏外、チャート対象外の何れかを意味する。 Billboard JAPAN Top Albumsは2008年から開始された。 |                                                                                                   |     |    |  |

#### ミニ・アルバム
| 情報 | 最高順位 | 最高順位   | 認定 |
| 情報 | オリコン | ビルボード | 認定 |
| --- | -------- | ---------- | ---- |
| First Contact - 発売日: 2006年1月11日 - レーベル: Def Jam Recordings - 規格: CD、デジタル・ダウンロード | －       | －         |      |

#### ベスト・アルバム
| 情報 | 最高順位 | 最高順位   | 認定 |
| 情報 | オリコン | ビルボード | 認定 |
| --- | -------- | ---------- | ---- |
| BEST 2007-2010 - 発売日: 2011年1月12日 - レーベル: Def Jam Recordings - 規格: CD、デジタル・ダウンロード | 137      | －         |      |

#### その他
| 情報 | 最高順位 | 最高順位   | 認定 |
| 情報 | オリコン | ビルボード | 認定 |
| --- | -------- | ---------- | ---- |
| SPIRITS X'tended - 発売日: 2008年6月18日 - レーベル: Def Jam Recordings - 規格: CD、デジタル・ダウンロード | 9        | －         |      |

### シングル
| # | 発売日         | 作品名                                    | 最高順位 | 最高順位    | 最高順位 | 認定 | アルバム         |
| # | 発売日         | 作品名                                    | オリコン | JPN Hot 100 | RIAJ DL  | 認定 | アルバム         |
| --- | -------------- | ----------------------------------------- | -------- | ----------- | -------- | ---- | ---------------- |
| 1st | 2007年2月28日  | DOGG POUND                                | 100      | －          | －       |      | Spirits          |
| 2nd | 2007年6月20日  | rain                                      | 99       | －          | －       |      | Spirits          |
| 3rd | 2007年9月19日  | ここにいるよ feat.青山テルマ              | 6        | 77          | －       |      | Spirits          |
| 4th | 2008年10月15日 | 記念日・home(SoulJa×Misslim)              | 24       | 33          | －       |      | COLORZ           |
| 5th | 2009年1月21日  | ONE TIME feat. 一星 & 沖仁                | 86       | 82          | －       |      | COLORZ           |
| 6th | 2010年1月20日  | Way to love〜最後の恋〜 feat. 唐沢美帆    | 62       | －          | 11       |      | Letters          |
| 7th | 2010年4月14日  | うまく言葉にできないけれど feat. 果山サキ | 88       | －          | 13       |      | Letters          |
| 8th | 2010年5月26日  | はなさないでよ feat. 青山テルマ           | 61       | 57          | 9        |      | Letters          |
| 9th | 2013年7月24日  | 雨のち晴れ / What's your name?            |          |             |          |      |                  |
| 客演 |                |                                           |          |             |          |      |                  |
| | 2008年4月8日   | そばにいるね(feat. Yukie)                 | －       | －          | －       |      | SPIRITS X'tended |
| | 2010年         | 月光〜GOD'S CHILD〜(feat. 鬼束ちひろ)     | －       | －          | 23       |      | Letters          |
| "—"はチャート圏外、チャート対象外の何れかを意味する。 Billboard Japan Hot 100は2008年、RIAJ有料音楽配信チャートは2009年から開始された。 |                |                                           |          |             |          |      |                  |

備考
1. ^セルフカバー。ラジオシングル。
2. ^ラジオシングル。

#### 客演
| 発売日                                                | 作品名                                          | 最高順位 | 最高順位    | 最高順位 | 認定 | アルバム     |
| 発売日                                                | 作品名                                          | オリコン | JPN Hot 100 | RIAJ DL  | 認定 | アルバム     |
| ----------------------------------------------------- | ----------------------------------------------- | -------- | ----------- | -------- | ---- | ------------ |
| 2008年1月23日                                         | そばにいるね(青山テルマ feat.SoulJa)            | 1        | 1           | －       |      | DIARY        |
| 2010年2月17日                                         | What's Love?(SKELT 8 BAMBINO feat.SoulJa)       | 190      | －          | 33       |      | LOVE BALANCE |
| 2010年3月3日                                          | 帰る場所(青山テルマ feat.SoulJa)                | 63       | 26          | 51       |      |              |
| 2011年7月27日                                         | 本当にキミじゃないのかな…(果山サキ feat.SoulJa) | －       | －          | －       |      |              |
| 2022年10月12日                                        | いつまでも(青山テルマ feat.SoulJa)              | －       | －          | －       |      |              |
| "—"はチャート圏外、チャート対象外の何れかを意味する。 |                                                 |          |             |          |      |              |

### 参加作品
| 発売日                                                | 作品名                                                                                     | 最高順位 | 最高順位    | 最高順位 | 認定 | 収録                                     |
| 発売日                                                | 作品名                                                                                     | オリコン | JPN Hot 100 | RIAJ DL  | 認定 | 収録                                     |
| ----------------------------------------------------- | ------------------------------------------------------------------------------------------ | -------- | ----------- | -------- | ---- | ---------------------------------------- |
| 2008年9月3日                                          | ハリー・ホーム（そばにいるね）(スライ&ロビー feat.レディ・トラフィック、SoulJa&シャンテル) | －       | －          | －       |      | AMAZING                                  |
| 2010年2月24日                                         | be alive〜そのままの君でいて〜(小柳ゆき feat.SoulJa)                                       | －       | －          | 32       |      | The Best Now & Then 〜10th Anniversary〜 |
| 2010年8月11日                                         | 2111〜過去と未来で笑う子供達へ〜(アンダーグラフ×SoulJa)                                    | －       | －          | －       |      | 夏影                                     |
| 2010年9月22日                                         | Breathe(ISSA×SoulJa)                                                                       | 37       | 23          | 11       |      |                                          |
| 2011年3月9日                                          | 4 chords(ISSA×SoulJa)                                                                      | 57       | －          | －       |      |                                          |
| 2011年10月12日                                        | i hate u(ISSA×SoulJa＋ROLA)                                                                | 26       | 20          | 11       |      |                                          |
| "—"はチャート圏外、チャート対象外の何れかを意味する。 |                                                                                            |          |             |          |      |                                          |

## ミュージックビデオ
| 監督         | 曲名 |
| 井上強       | 「雨のち晴れ(SoulJa×KenJi03×河北麻友子)」(出演:菅谷哲也) |
| ウスイヒロシ | 「What's your name？ collaboration with 壇蜜(SoulJa＋中村舞子)」 |
| 大橋洋生     | 「i hate u(ISSA×SoulJa＋ROLA)」 「4 chords(ISSA×SoulJa)」 「Breathe(ISSA×SoulJa)」 「FOREVA(ISSA×SoulJa＋中村舞子)」 |
| 菊池久志     | 「DOGG POUND」 「ONE TIME feat.一星 & 沖仁」 「rain」 「ここにいるよ feat.青山テルマ」(出演:星野奈津子) 「そばにいるね SoulJa×Yukie」 「はなさないでよ feat.青山テルマ」 「そばにいるね(青山テルマ feat.SoulJa)」 「h o m e(SoulJa×Misslim)」 「h o m e (X'mas Version)」 「記念日(SoulJa×Misslim)」 |
| 土屋隆俊     | 「Way to Love 〜最後の恋〜 feat.唐沢美帆」(出演:松岡里枝) 「うまく言葉にできないけれど feat.果山サキ」 |
| 豊田京太郎   | 「月光〜GOD'S CHILD〜 feat.鬼束ちひろ」 |
| 向井智洋     | 「i love u(ISSA×SoulJa＋峯村優衣＋藤田杏奈)」 |
| 不明         | 「First Contact (Indies Version)」 |